# Leucadendreae
Leucadendreae, tribus iz porodice dvoličnjakovki, dio potporodice Proteoideae. Podijeljen je na tri podtribusa, dva sa po jednim rodom, i jedan sa deset rodova
Tipični rod je leukadendron (Leucadendron), sa 85 vrsta vazdazelenih polugrmova i grmova.

## Podtribusi i rodovi
Tribus Leucadendreae P. H. Weston & N. P. Barker
- Subtribus Isopogoninae P.H.Weston & N.P.Barker
  - Isopogon R.Br. ex Knight (39 spp.)
- Subtribus Adenanthinae L.A.S. Johnson & B.G.Briggs
  - Adenanthos Labill. (31 spp.)
- Subtribus Leucadendrinae P.H.Weston & N.P.Barker
  - Leucadendron P. J. Bergius (85 spp.)
  - Serruria Burm. ex Salisb. (55 spp.)
  - Paranomus Salisb. (18 spp.)
  - Vexatorella Rourke (4 spp.)
  - Sorocephalus R. Br. (11 spp.)
  - Spatalla Salisb. (20 spp.)
  - Leucospermum R. Br. (48 spp.)
  - Mimetes Salisb. (13 spp.)
  - Diastella Salisb. (7 spp.)
  - Orothamnus Pappe ex Hook. (1 sp.)